# Tuc d'Arenho
El Tuc d'Arenho és una muntanya de 2.524 m d'altitud, amb una prominència de 77 m que es troba entre els municipis de Naut Aran i de Vielha e Mijaran, a la comarca de la Vall d'Aran.
Al cim podem trobar-hi un vèrtex geodèsic (referència 258061001).